# Государственная гражданская служба Российской Федерации
Государственная гражданская служба — профессиональная деятельность граждан России в гражданских органах исполнительной, законодательной и судебной власти на федеральном и региональном уровнях. Вид государственной службы.
Военная служба и служба в органах правопорядка не относится к государственной гражданской службе, но при этом является тоже видом федеральной государственной службы.
Профессиональная деятельность федеральных гражданских служащих оплачивается за счёт средств федерального бюджета, а региональных — из бюджета соответствующих регионов.

## История

### Древнерусское государство, русские княжества (до концаXV века)
Древнерусское государство на торговом пути «из варяг в греки» на землях восточнославянских племен — ильменских словен, кривичей, полян, охватив затем древлян, дреговичей, полочан, радимичей, северян. Начальные сведения относятся к первой трети IX века (839 год), когда были упомянуты послы кагана народа Рос.
Государственный строй древнерусского государства был основан на принципе сюзеренитета-вассалитета и его формирование продолжалось до первой трети XII века. Высшими органами власти в Древнерусском государстве были великий князь, совет при князе, феодальные съезды, вече. В конце X века княжескую власть на местах осуществляли посадник, волостели и тиуны. Законодательная власть была сосредоточена в руках князя и его совета.
До определённого момента существовало разделение на органы управления личными делами князя и органы государственного управления, однако впоследствии они стали объединятся и образовывать отдельные ответственные должности. Например: «воевода», «тиун конюший» (ответственный за конский состав), «дворецкий-огнищанин» (управляющий княжеским двором), «стольник» (снабженец) и т. п. Разумеется, что исполнение обязанностей требовало наличие штата помощников, а значит их материальное обеспечение и порядка назначения.
Также, существовала местная администрация. На первоначальных этапах их возглавляли местные князья, которые впоследствии заменялись сыновьями киевского князя. В некоторых городах назначались посадники-наместники, тысяцкие князя. Содержалась администрация за счёт части от сборов (поборов) с населения.
После распада древнерусского княжества на отдельные княжества, порядок государственного управления в удельных княжествах в целом не отличался от имевшегося ранее.

### Русское государство (конец XV века — 22 октября 1721 года)
Существенные реформы в государственном управлении начали происходить одновременно с образованием Русского государства. В 1512 году впервые упоминается понятие приказ в качестве учреждения. Приказы — это органы центрального государственного управления в Русском государстве, заведовавшие особым родом государственных дел или отдельными областями государства. Приказы назывались иначе палатами, избами, дворами, дворцами, третями или четвертями. Административное деление приказов включало в себя приказы по производству дел, подлежавших непосредственному рассмотрению царя, дворцовые приказы, по управлению военными делами, по управлению государственными имуществами, доходами и расходами, контрольно-ревизионные функции, по управлению делами государственного благоустройства, отраслевые приказы, территориальные приказы.
Каждый приказ состоял из двух частей: одни занимались решением дел, другие — письменной частью. Первые назывались судьями, вторые — дьяками и подьячими. Судьи, дьяки и подьячие в приказы назначались и увольнялись верховной властью.
Судопроизводство и делопроизводство приказов велось по установленным порядкам и распространялось на все охватываемые сферы.
Судьи, дьяки и подьячие собирались в приказы ежедневно, кроме воскресных и праздничных дней, и должны были заниматься определённое число часов. В случаях, не терпящих отлагательства, они должны были собираться и по воскресеньям.

### Российская империя (22 октября 1721 — 1 сентября 1917)
Несмотря на действовавшие в Русском государстве систему приказов, их организационная структура и порядок функционирования была недостаточно прозрачной и не имевшая однозначной законодательной базы. В связи с этим, начало государственной службы в России, как образование чиновничества, связывают с именем Петра I и, в частности, с принятием в 1722 году Табели о рангах — закона о порядке госслужбы в Российской Империи и Российской Республике (соотношение чинов по старшинству, последовательность чинопроизводства). Принятие этого закона разделило государственную службу на военную, гражданскую и придворную, а также установило иерархию рангов в армии, флоте, гражданской администрации и порядок их соотношения.
В зависимости от чина, к его обладателю следовало обращаться соответственно классу: Ваше высокопревосходительство (высшие чины), Ваше превосходительство, Ваше высокородие, Ваше высокоблагородие, Ваше благородие (низшие чины).
Одним из положительных моментов Табели о рангах было то, что люди из низших сословий получали возможность выдвинуться в общественном положении, получить дворянство, что на деле должно было способствовать более эффективному исполнению обязанностей службы для движения по карьерной лестнице.
Система Табели о рангах просуществовала до ноября 1917 года.

## Государственная гражданская служба в современной России
Государственная гражданская служба — это исполнение полномочий федеральных государственных органов, региональных государственных органов, а также лиц, замещающих государственные должности на федеральном и региональном уровнях.
Замещение государственных должностей или государственных должностей субъектов России не является государственной гражданской службой. Государственные должности Российской Федерации, а также государственные должности субъектов Российской Федерации — должности, устанавливаемые Конституцией Российской Федерации, федеральными законами для непосредственного исполнения полномочий федеральных государственных органов. Перечень государственных должностей устанавливается указами Президента России, а перечень региональных государственных должностей конституциями (уставами) и законами субъектов Российской Федерации. Например, должность федерального министра является государственной должностью, а служащие министерства — госслужащие, обеспечивающие исполнение полномочий министра.
Таким образом, гражданская госслужба — это деятельность в Администрации Президента России, Правительстве России, федеральных органах исполнительной власти (министерства, службы, агентства, включая их территориальные органы в регионах), а также в органах исполнительной власти регионов России (администрации субъектов, региональные министерства), в аппаратах Федерального собрания (Государственная Дума, Совет Федерации), и некоторых других государственных органах.
Не являются государственными гражданскими служащими члены Совета Федерации, депутаты Государственной Думы, а также судьи и сотрудники правоохранительных органов.

### Нормативное правовое регулирование
Законодательно государственная гражданская служба в России регулируется Конституцией Российской Федерации и федеральными законами:
- «О системе государственной службы» (от 27.05.2003 № 58-ФЗ) — определяет основные понятия и принципы госслужбы и вводит её разделение на три вида: государственная гражданская служба, военная служба, государственная служба иных видов[9];
- «О государственной гражданской службе Российской Федерации» (от 27 июля 2004 г. № 79-ФЗ) — детально регулирует вопросы государственной гражданской службы, включая запреты и ограничения, а также порядок трудоустройства. Вопросы, связанные с осуществлением деятельности госслужащими, не охваченные этим законом, регулируются общероссийским трудовым законодательством.

Кроме того, существует подзаконная нормативная правовая база, регулирующая отдельные стороны государственной службы: указы Президента России, постановления Правительства России и нормативные правовые акты регионов.

### Численность государственных гражданских служащих
По данным Федеральной службы государственной статистики на 2012 год, в органах государственной власти работают свыше 768 тысяч человек, на должностях муниципальной службы — свыше 330 тысяч человек.
71 % государственных гражданских служащих в России — это женщины. Наиболее равномерный баланс мужчин и женщин присутствует только в федеральных органах исполнительной власти, расположенных в Москве.
По подсчетам Минфина, сокращение числа госслужащих на 20 % позволило бы сэкономить ежегодно около 40 миллиардов рублей государственного бюджета.
По данным Росстата, по итогам 2013 года численность сотрудников государственных гражданских (федеральных и региональных) органов власти составляла 786,4 тысячи человек, включая государственные должности. При этом непосредственно в центральных аппаратах федеральных органов власти (расположены преимущественно в г. Москве) должности занимали 39,2 тыс. сотрудников.
|                                         | 01/1999 | 01/2001 | 01/2002 | 09/2003 | 01/2005 | 01/2007 | 10/2008 | 10/2009 | 10/2011 | 10/2013 |
| --------------------------------------- | ------- | ------- | ------- | ------- | ------- | ------- | ------- | ------- | ------- | ------- |
| Численность, тыс. чел.                  | 485,6   | 548,7   | 576,1   | 666,8   | 684,2   | 791,8   | 846,3   | 868,2   | 827,5   | 786,4   |
| Доля от трудоспособного населения (в %) | 0,67    | 0,77    | 0,8     | 0,92    | 0,93    | 1,05    | 1,12    | 1,15    | 1,09    | 1,04    |

Численность сотрудников муниципальных органов по итогам 2013 года, по данным Росстата, составляла 352,2 тыс. Соотношение числа государственных и муниципальных служащих к жителям составляет 33 чиновника на 1000 человек занятых в экономике (по итогам 2014 года).
В марте 2019 года первый замминистра финансов Татьяна Нестеренко, выступая на коллегии казначейства, сообщила о начале масштабной реформы государственной службы. По ее словам, в 2020 году численность сотрудников территориальных органов власти сократится на 5 %, а в 2021-м — еще на 10 %. За этот же период под сокращение подпадут 10 % служащих центрального аппарата.

## Должности государственной гражданской службы
В государственных органах должности имеют точную структуру, определённую законодательством (федеральным и региональным), разделённую на категории и группы. Отличие штатной структуры государственных органов от большинства коммерческих организаций заключается в том, что независимо от направления работы, названия должностей являются одинаковыми в различных подразделениях. Например, ставка «ведущий консультант» присутствует в отделе пресс-службы Департамента управления делами и отделе налогового стимулирования Департамента инвестиционной политики. Специфических названий должностей, включающих сферу деятельности, на гражданской государственной службе не существует.
В настоящее время определено 4 основных категории должностей, каждая из которых разделена на 3—4 группы:
- руководители — должности руководителей и заместителей руководителей государственных органов и их структурных подразделений, территориальных органов федеральных органов исполнительной власти и их структурных подразделений, представительств государственных органов и их структурных подразделений;
  - высшая группа
  - главная группа
  - ведущая группа
- помощники (советники) — должности, учреждаемые для содействия руководителям государственных органов, территориальных органов федеральных органов исполнительной власти и представительств государственных органов;
  - высшая группа
  - главная группа
  - ведущая группа
- специалисты — основная категория должностей, учреждаемая для профессионального обеспечения выполнения государственными органами установленных задач и функций;
  - высшая группа
  - главная группа
  - ведущая группа
  - старшая группа
- обеспечивающие специалисты — должности, учреждаемые для организационного, информационного, документационного, финансово-экономического, хозяйственного и иного обеспечения деятельности государственных органов;
  - главная группа
  - ведущая группа
  - старшая группа
  - младшая группа

Таким образом, все должности распределены одновременно по категориям и группам. Точное наименование должностей устанавливается указом Президента России в виде «Реестра должностей государственной гражданской службы Российской Федерации». С учётом предусмотренных Реестром должностей, руководитель органа власти утверждает структуру ведомства и определяет штатное расписание для подразделений.
| Категории должностей       | Группы должностей                 | Должности (пример) |
| -------------------------- | --------------------------------- | --- |
| Руководители               | Высшая группа                     | Первый заместитель федерального министра |
| Руководители               | Высшая группа                     | Заместитель федерального министра |
| Руководители               | Высшая группа                     | Уполномоченный РФ при Европейском суде по правам человека - заместитель Министра юстиции РФ                                                                 |
| Руководители               | Высшая группа                     | Заместитель Министра регионального развития Российской Федерации по федеральному округу                                                                     |
| Руководители               | Высшая группа                     | Заместитель федерального министра - руководитель (директор) федерального агентства                                                                          |
| Руководители               | Высшая группа                     | Руководитель (начальник) службы федерального министерства                                                                                                   |
| Руководители               | Высшая группа                     | Руководитель аппарата федерального министра |
| Руководители               | Высшая группа                     | Руководитель (директор) департамента |
| Руководители               | Высшая группа                     | Заместитель руководителя (начальника) службы федерального министерства                                                                                      |
| Руководители               | Высшая группа                     | Заместитель руководителя аппарата федерального министра |
| Руководители               | Высшая группа                     | Начальник главного управления |
| Руководители               | Высшая группа                     | Заместитель директора департамента |
| Руководители               | Высшая группа                     | Заместитель руководителя (директора) департамента |
| Руководители               | Высшая группа                     | Первый заместитель начальника главного управления |
| Руководители               | Высшая группа                     | Заместитель начальника главного управления |
| Руководители               | Главная группа                    | |
| Руководители               | Начальник управления              | |
| Руководители               | Заместитель начальника управления | |
| Руководители               | Начальник отдела                  | |
| Руководители               | Заместитель начальника отдела     | |
| Помощники (советники)      | Высшая группа                     | Помощник федерального министра |
| Помощники (советники)      | Высшая группа                     | Советник федерального министра |
| Специалисты                | Главная группа                    | Начальник отдела в департаменте |
| Специалисты                | Главная группа                    | Начальник отдела в аппарате Уполномоченного России при Европейском суде по правам человека - заместителя Министра юстиции Российской Федерации              |
| Специалисты                | Главная группа                    | Начальник отдела в службе федерального министерства |
| Специалисты                | Главная группа                    | Начальник отдела в главном управлении |
| Специалисты                | Главная группа                    | Начальник отдела в управлении |
| Специалисты                | Главная группа                    | Референт |
| Специалисты                | Ведущая группа                    | Заместитель начальника отдела в департаменте |
| Специалисты                | Ведущая группа                    | Заместитель начальника отдела в аппарате Уполномоченного России при Европейском суде по правам человека - заместителя Министра юстиции Российской Федерации |
| Специалисты                | Ведущая группа                    | Заместитель начальника отдела в службе федерального министерства                                                                                            |
| Специалисты                | Ведущая группа                    | Заместитель начальника отдела в главном управлении |
| Специалисты                | Ведущая группа                    | Заместитель начальника отдела в управлении |
| Специалисты                | Ведущая группа                    | Помощник руководителя (начальника) службы федерального министерства                                                                                         |
| Специалисты                | Ведущая группа                    | Советник руководителя (начальника) службы федерального министерства                                                                                         |
| Специалисты                | Ведущая группа                    | Ведущий советник |
| Специалисты                | Ведущая группа                    | Советник |
| Специалисты                | Ведущая группа                    | Ведущий консультант |
| Специалисты                | Ведущая группа                    | Консультант |
| Специалисты                | Старшая группа                    | Главный специалист-эксперт |
| Специалисты                | Старшая группа                    | Ведущий специалист-эксперт |
| Специалисты                | Старшая группа                    | Специалист-эксперт |
| Обеспечивающие специалисты | Ведущая группа                    | Ведущий специалист 2 разряда |
| Обеспечивающие специалисты | Старшая группа                    | Старший специалист 1 разряда |
| Обеспечивающие специалисты | Старшая группа                    | Старший специалист 2 разряда |
| Обеспечивающие специалисты | Старшая группа                    | Старший специалист 3 разряда |
| Обеспечивающие специалисты | Младшая группа                    | Специалист 1 разряда |
| Обеспечивающие специалисты | Младшая группа                    | Специалист 2 разряда |

## Классные чины
Классный чин гражданской службы — (ранг) государственного гражданского служащего, присваиваемое в соответствии с замещаемой должностью (если быть точнее — в соответствии с группой должностей), по результатам квалификационного экзамена. Является аналогом воинского звания. Соотношение воинских званий и классных чинов гражданских служащих определяется указами президента России. При этом звания и чин (ранг) не являются равнозначными, а таблица сопоставления служит лишь для определения оклада и знаков различия. Например, Действительный государственный советник Российской Федерации 1 класса и Генерал Армии Российской Федерации не являются равнозначными, а лишь сопоставляются и имеют общие черты связанные со сходством погон и оклада по званию (чину)..
Без квалификационного экзамена классные чины присваиваются следующим категориям гражданских служащих:
- замещающим должности категории «руководители», относящиеся к высшей группе должностей;
- замещающим должности категории «помощники (советники)», назначение на которые и освобождение от которых осуществляются президентом России;
- замещающим должности, относящиеся к главной группе должностей, назначение на которые и освобождение от которых осуществляются Правительством Российской Федерации.

Классный чин сохраняется за гражданским служащим пожизненно. При нахождении на государственной службе за классный чин выплачивается дополнительное вознаграждение в размере, установленном актами президента России.

### Распределение классных чинов по группам должностей
| Группа должностей | Федеральная гражданская служба                                                         | Гражданская служба субъекта России                                                              | Кем присваивается |
| Высшая            | Действительный государственный советник Российской Федерации 1, 2 или 3-го класса      | Действительный государственный советник субъекта Российской Федерации 1, 2 или 3-го класса      | Президент Российской Федерации. В органах исполнительной власти субъектов Российской Федерации — в соответствии с местным законодательством.                                                                           |
| Главная           | Государственный советник Российской Федерации 1, 2 или 3-го класса                     | Государственный советник субъекта Российской Федерации 1, 2 или 3-го класса                     | Для федеральных органов исполнительной власти — Правительством России, в других федеральных органах — руководителем органа. В органах исполнительной власти субъектов РФ — в соответствии с местным законодательством. |
| Ведущая           | Советник государственной гражданской службы Российской Федерации 1, 2 или 3-го класса  | Советник государственной гражданской службы субъекта Российской Федерации 1, 2 или 3-го класса  | Представителем нанимателя — руководством федерального органа власти. В органах исполнительной власти субъектов РФ — в соответствии с местным законодательством.                                                        |
| Старшая           | Референт государственной гражданской службы Российской Федерации 1, 2 или 3-го класса  | Референт государственной гражданской службы субъекта Российской Федерации 1, 2 или 3-го класса  | Представителем нанимателя — руководством федерального органа власти. В органах исполнительной власти субъектов РФ — в соответствии с местным законодательством.                                                        |
| Младшая           | Секретарь государственной гражданской службы Российской Федерации 1, 2 или 3-го класса | Секретарь государственной гражданской службы субъекта Российской Федерации 1, 2 или 3-го класса | Представителем нанимателя — руководством федерального органа власти. В органах исполнительной власти субъектов РФ — в соответствии с местным законодательством.                                                        |

## Поступление на государственную гражданскую службу
Правом поступления на государственную гражданскую службу обладают совершеннолетние граждане России, владеющие государственным языком, и соответствующие квалификационным требованиям.
За исключением ряда случаев, поступление на государственную гражданскую службу производится на конкурсной основе. Конкурс проводится в два этапа:
- 1 этап. Объявление о приёме документов для участия в конкурсе. Объявление должно быть опубликовано не менее чем в одном периодическом печатном издании. Информация о проведении конкурса также должна быть размещена на сайте государственного органа, проводящего конкурс. Гражданин, желающий принять участие в конкурсе, в установленный срок должен представить в государственный орган необходимые документы.
- 2 этап. Осуществляется оценка кандидатов конкурсной комиссией государственного органа. Оценка производится на основании предоставленных кандидатами документов об образовании, прохождении государственной службы, об осуществлении иной трудовой деятельности, а также на основе конкурсных процедур. В качестве последних могут выступать собеседование, анкетирование, проведение групповых дискуссий, написание реферата или тестирование. По окончании конкурса осуществляется голосование членов конкурсной комиссии. Решение конкурсной комиссии является основанием для назначения кандидата на должность или для отказа в назначении. Результатом конкурса также может быть отказ от назначения, но с зачислением в номенклатурный кадровый резерв органа власти.

Конкурс не проводится:
- при назначении на определенный срок на должности категорий «руководители» и «помощники (советники)»;
- при назначении на должности категории «руководители», назначение на которые и освобождение от которых осуществляются президентом России или Правительством России;
- при заключении срочного служебного контракта;
- при назначении гражданского служащего на иную должность, если он не может исполнять должностные обязанности по уже замещаемой им должности по состоянию здоровья, либо при сокращении должностей государственной гражданской службы, либо при реорганизации (изменении структуры) или ликвидации государственного органа;
- при назначении на должность государственного гражданского служащего (гражданина), состоящего в кадровом резерве, сформированном на конкурсной основе.

Кроме того, конкурс может не проводиться при назначении на отдельные должности, исполнение должностных обязанностей по которым связано с использованием сведений, составляющих государственную тайну. Также конкурс может не проводиться при назначении на должности государственной гражданской службы, относящиеся к группе младших должностей (по решению представителя нанимателя).

## Оплата труда государственных гражданских служащих
По состоянию на I полугодие 2015 года, а в 2021 году например штатная единица главный специалист аппарата прокуратуры получает 32 тыс. рублей, среднемесячная заработная плата гражданских служащих в федеральных государственных органах России составила 96,5 тыс. рублей. Самый высокий доход у сотрудников администрации президента РФ (226 тыс. руб.) и аппарата правительства РФ (195 тыс. руб.). Вместе с тем, у той же категории служащих, по состоянию на I полугодие 2012 года, среднемесячная заработная плата составляла 57,9 тысяч рублей. Однако в 2012 году в 49 федеральных министерствах, службах, агентствах (70 % от их общего числа) уровень средней заработной платы служащих был ниже средней заработной платы в Москве (57,4 тысяч рублей).
Средняя заработная плата гражданских служащих не зафиксирована и может меняться, так как содержит ряд параметров, влияющих на её итоговый размер. Большую часть доходов составляют премии и иные выплаты (например, отпускные). При этом должностной оклад, а также размер оклада за классный чин устанавливаются публичными указами президента России.
Составные части доходов государственных гражданских служащих:
- ежемесячное денежное поощрение (количество должностных окладов)[22];
- месячный оклад за классный чин (максимальное на август 2012—1850 рублей)[17];
- ежемесячные надбавки за выслугу лет на гражданской службе[2];
- ежемесячные надбавки за особые условия гражданской службы[2];
- за работу со сведениями, составляющими государственную тайну[2];
- премии[2].

Премии, а также доплаты за работу со сведениями, составляющими государственную тайну, не имеют фиксированного размера и выплачиваются в зависимости от эффективности работы.

## Ограничения и запреты, связанные с гражданской службой
Законодательством установлены ограничения и запреты, связанные с прохождением государственной гражданской службы. Предусмотренные наказания за нарушение этих норм — дисциплинарные взыскания, увольнение, а в отдельных случаях возбуждение административного или уголовного дел.
Ограничения — условия при которых человек не может поступить на госслужбу, а запреты оговаривают недопустимую деятельность при прохождении службы. В случае нарушения ограничений и запретов госслужащий может быть уволен с государственной гражданской службы.

### Ограничения
Гражданин не может находиться на гражданской службе в следующих случаях:
- признание недееспособным или ограниченно дееспособным;
- наличие не снятой или не погашенной судимости или судебного запрета на работу в госструктурах;
- отказ от оформления допуска к государственной тайне (если работа связана с доступом к ней);
- наличие заболеваний, при наличии которых запрещено трудоустройство на госслужбу (органические, включая симптоматические, психические расстройства; шизофрения, шизотипические и бредовые расстройства; расстройства настроения; расстройства привычек и влечений; умственная отсталость; психические расстройства и расстройства поведения, связанные с употреблением психоактивных веществ; эпилепсия[23]);
- близкое родство с руководителем;
- наличие гражданства другой страны или выход из гражданства России;
- представления подложных документов или заведомо ложных сведений (в том числе о доходах, имуществе и обязательствах) при поступлении на гражданскую службу;
- утраты представителем нанимателя доверия в случаях несоблюдения ограничений и запретов, требований о предотвращении или об урегулировании конфликта интересов и неисполнения обязанностей.

### Запреты
В связи с прохождением гражданской службы запрещается:
- заниматься предпринимательской деятельностью лично или через доверенных лиц, а также участвовать в управлении хозяйствующим субъектом (за исключением жилищного, жилищно-строительного, гаражного кооперативов, садоводческого, огороднического, дачного потребительских кооперативов, товарищества собственников недвижимости и профсоюза), если ему не поручено участвовать в управлении организацией в порядке предусмотренном соответствующими нормативными правовыми актами;
- замещать должность гражданской службы в случае:

1. избрания или назначения на государственную должность;
2. избрания на выборную должность в органе местного самоуправления;
3. избрания на оплачиваемую выборную должность в органе профессионального союза, в том числе в выборном органе первичной профсоюзной организации, созданной в государственном органе;
- приобретать ценные бумаги, по которым может быть получен доход;
- быть поверенным или представителем по делам третьих лиц в государственном органе-работодателе;
- получать любые вознаграждения от физических и юридических лиц (подарки, денежное вознаграждение, ссуды, услуги, оплату развлечений, отдыха, транспортных расходов и иные вознаграждения)[П 5];
- выезжать в зарубежные командировки за счёт физических и юридических лиц (за исключением тех командировок, которые организованы в рамках договорённостей государственных федеральных и региональных органов, или муниципальных органов России с государственными или муниципальными органами иностранных государств, международными или иностранными организациями);
- использовать не по целевому назначению средства материально-технического и иного обеспечения, другое государственное имущество, а также передавать их другим лицам;
- разглашать сведения, отнесенные к сведениям конфиденциального характера, или служебную информацию, ставшие известными в связи с исполнением должностных обязанностей;
- допускать публичные высказывания, суждения и оценки (в том числе в СМИ и социальных сетях) в отношении деятельности государственных органов, их руководителей, включая решения вышестоящего государственного органа;
- принимать без письменного разрешения представителя нанимателя награды, почетные и специальные звания (за исключением научных) иностранных государств, международных организаций, а также политических партий, других общественных объединений и религиозных объединений;
- использовать преимущества должностного положения для предвыборной агитации, а также для агитации по вопросам референдума;
- использовать должностные полномочия в интересах политических партий, других общественных объединений, религиозных объединений и иных организаций, а также публично выражать отношение к указанным объединениям и организациям в качестве гражданского служащего;
- создавать или участвовать в создании в государственных органах структуры политических партий, других общественных объединений (за исключением профессиональных союзов, ветеранских и иных органов общественной самодеятельности) и религиозных объединений;
- прекращать исполнение должностных обязанностей в целях урегулирования служебного спора;
- входить в состав органов управления, попечительских или наблюдательных советов, иных органов иностранных некоммерческих неправительственных организаций;
- заниматься без письменного разрешения представителя нанимателя оплачиваемой деятельностью, финансируемой исключительно за счет средств иностранных государств, международных и иностранных организаций, иностранных граждан и лиц без гражданства.